# Dumnezeu

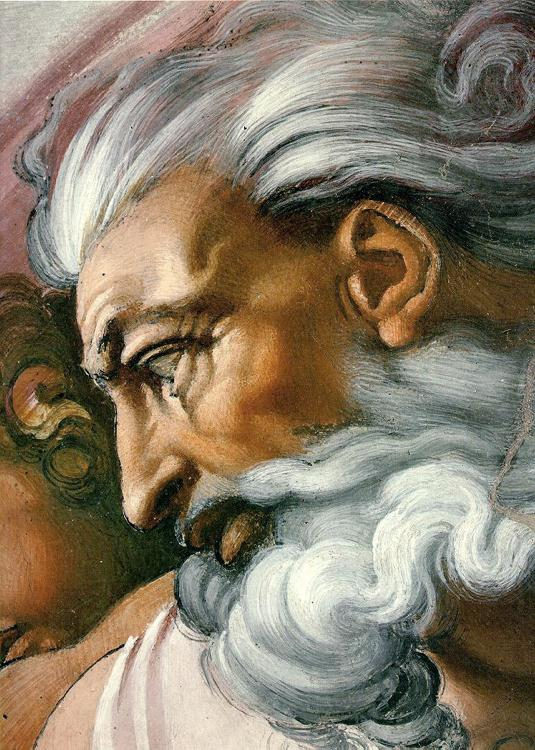
Dumnezeu, detaliu din fresca Facerea lui Adam din Capela Sixtină, de Michelangelo (cca. 1512), un foarte cunoscut exemplu al reprezentării divinității în artă.

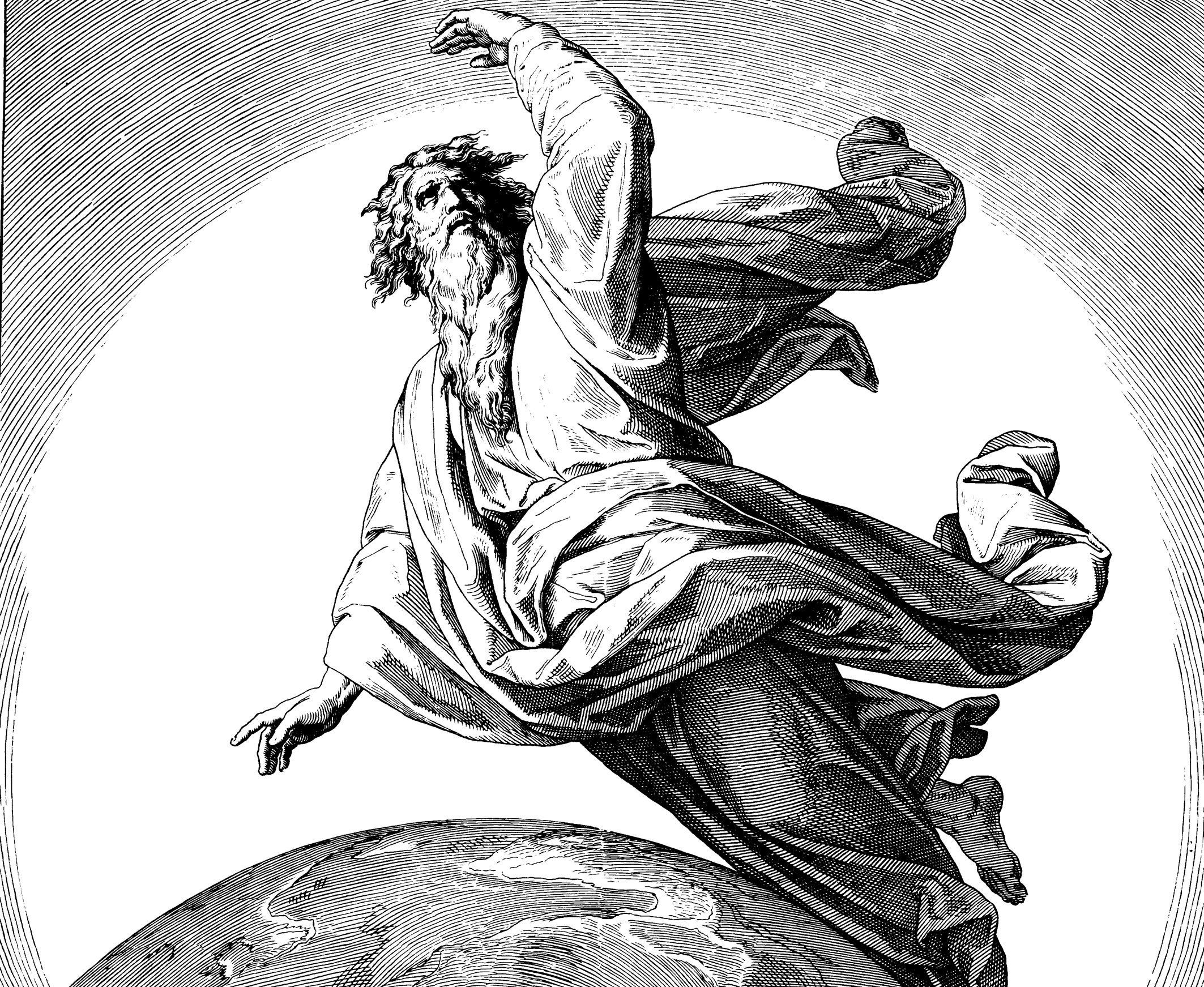
Reprezentare artistică a Dumnezeului creștin. Gravură în lemn, Die Bibel in Bildern de Julius Schnorr von Carolsfeld, 1860.

Dumnezeu este divinitatea supremă a celor trei religii monoteiste avraamice: iudaism, creștinism, islam. Prin extensie, este termenul sinonim cu acela de „divinitate, zeitate, zeu/zeiță”. În general se poate determina la care din cele două sensuri face referire un text, prin faptul că în prima sa accepțiune termenul este scris cu majusculă, iar în cealaltă cu literă mică. 
În primul sens, termenul „Dumnezeu” corespunde tetragramei ebraice YHWH, ce este un acronim; transliterarea acestei tetragrame mai cunoaște și formele YHVH, JHVH sau JHWH. În lipsa altor precizări, în vorbirea curentă „Dumnezeu” desemnează Dumnezeul evreilor, al creștinilor și al musulmanilor.

## De la dumnezei la Dumnezeu
Multă vreme populația regatelor Iuda și Israel l-au venerat pe YHWH (vocalizat ca Yahweh sau Yahwe), un zeu tribal propriu, în schimbul speratei protecții din partea acestuia, fără a nega însă existența divinităților țărilor vecine. Această practică se numește „monolatrie”, evreii având chiar perioade în care s-au rugat ocazional la aceste zeități. Astfel, Biblia ne spune (1 Cronici 14:7)  că regele David a avut un fiu numit „Baaliada” (sau „Beeliada”) , adică „Baal știe” (Baal fiind una dintre principalele zeități cananeene, alături de „El”) și că Saul, și el, a avut un fiu numit Eșbaal (1 Cronici 8:33) , adică „omul lui Baal”. Biblia (Ieșire 15:11)  îl citează pe Moise spunând: „Cine e ca Tine între dumnezei Doamne?”. Psalmul 86:8  reia și el ideea: „Nimeni nu e ca tine între dumnezei, Doamne”. În alți psalmi (e.g.,82:1)  dumnezeul evreilor ni se spune că stă de vorbă într-o adunare de dumnezei („[. . .] El judecă în mijlocul dumnezeilor.”) sau „alți dumnezei se închină Lui” (Psalm 97:7 - 9) . Aceeași idee a „zeului nostru printre alți zei” este reluată și-n Exod (18:11)  unde Ietro, socrul lui Moise, declară: „Cunosc acum că Domnul este mai mare decât toți dumnezeii;” De unde concluzia că folosirea pentru YHWH a substantivului comun plural „dumnezei” („Elohim” pluralul de la „El”/„Eloha”), în afară de a sugera un plural de politețe indică și spre multitudinea de zei/divinități pe care acesta le-a înlocuit în cursul procesului de trecere a religiei evreiești spre monoteism. La babilonieni, zeul Marduk întruchipează din ce în ce mai mulți zei (Lugal-Aki, Nirig, Nergal, Bel și Nebo). Acest fenomen de unificare a panteonului național are corespondență și în religia Egiptului, deși nici babilonienii, nici egiptenii nu au atins monoteismul iudaic. Există și alte destul de numeroase instanțe în care Biblia (Vechiul Testament) mai trădează politeismul autorilor ei, care însă ele nu sunt neapărat evidente în textele traduse cât e cazul în cel original ebraic. Un exemplu este Facere 6 unde versetele în ebraică trădează o insistentă dar puțin de imaginativă intervenție care comporta repetiții peste repetiții, solilocvii ad hoc și erori gramaticale insolubile și probabil inevitabile, totul pentru a camufla contextul politeist în care a fost gândit mitul potopului original, anume acela în care avea loc un conflict între diverse grupuri și ierarhii de zei, așa cum știm că se întâmplă în variantele mesopotamiene.
Dovezi arheologice vin să sprijine textul biblic, demonstrând că în perioada monarhică, sub Solomon, evreii divinizau mai mulți dumnezei în afară de YHWH, precum Baal, Așera (soția lui YHWH), Milkon și Kemos. Panteonul evreiesc era ierarhic, în el intrând și kerubimi (sau heruvimi), inițial personificări ai norilor furtunii, ființe fantastice cu aripi de acvilă cunoscute și de către alte populații canaaneene , serafimi (șerpi înaripați) etc.

## Etimologie
În limba română termenul este un împrumut de la păgânism, el provenind din latinescul „Domine Deus”, mai exact din forma sa populară fără „i” („Domne Deus”), „veche invocație păgână adoptată și de creștini pentru unicul lor Dumnezeu”.

## Concepții despre Dumnezeu

### Concepția creștină
În creștinism, Dumnezeu, YHWH, este văzut ca fiind creatorul Pământului și al Lumii. 
De obicei se consideră că are atributele de sfințenie (separat de păcat și incoruptibil), justețe (are dreptate în toate), suveranitate (are voință proprie), omnipotență (atotputernic), omniștiință (atotștiutor), omnibenevolență (atotiubitor) și ubicuitate (omniprezent).

Primul din cele 99 de nume ale lui Allah

### Concepția islamică
În Islam, Dumnezeu poartă numele de Allah. Profetul Mahomed, întemeietorul acestei religii, arată că Allah este același cu Dumnezeul biblic. De asemenea, Isus apare în revelațiile lui.

### Concepția iudaică
Iudaismul este cea mai veche religie abrahamică, având însă un număr mai redus de credincioși. Iudaismul, centrat pe existența unui Dumnezeu revelat lui Moise, a jucat un rol esențial în păstrarea identității naționale a poporului evreu și formarea Statului Israel.

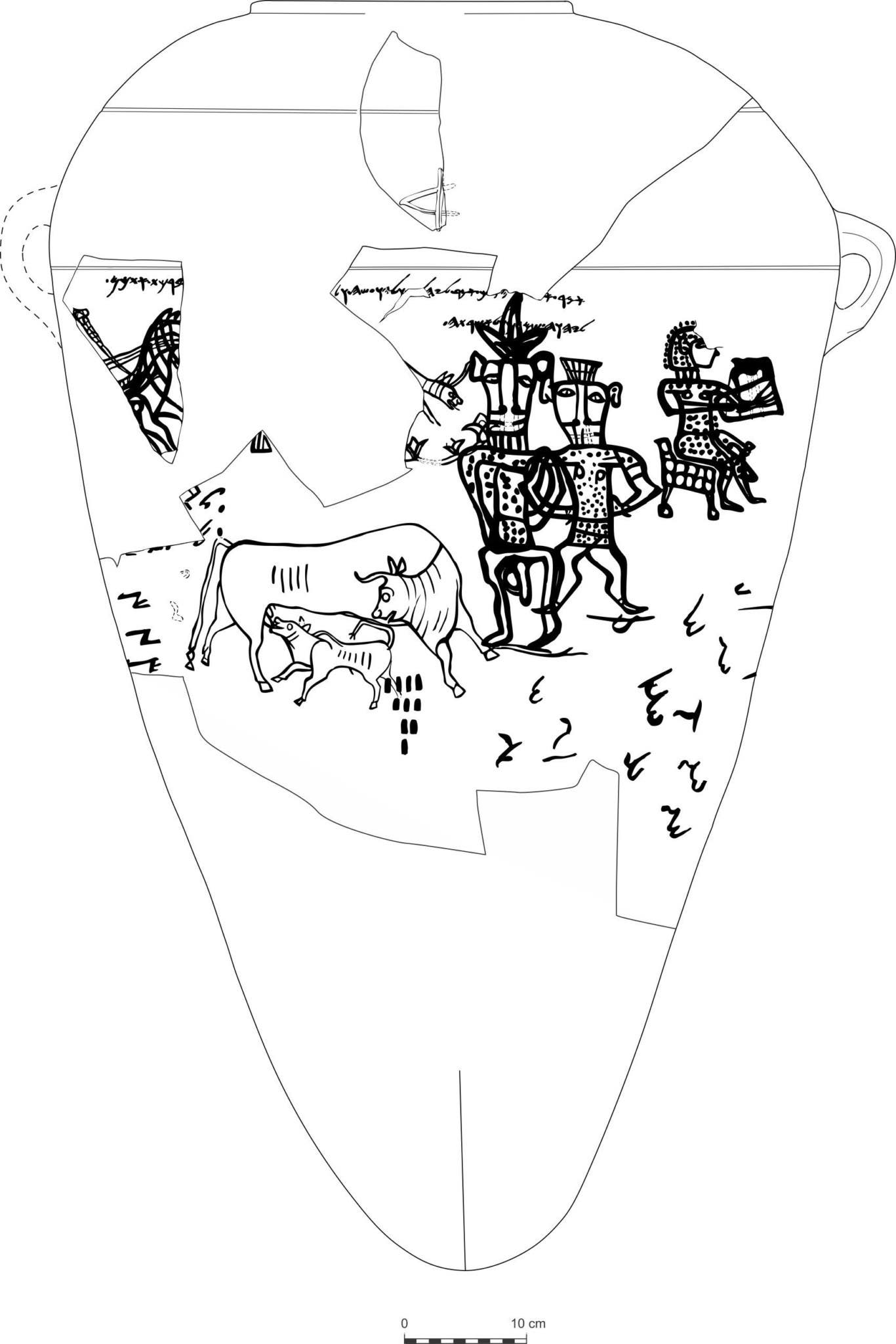
Imagine al unui fragment de oală ceramică găsit la Kuntillet Ajrud deasupra inscripției „Berakhti etkhem l’YHVH Shomron ul’Asherato”

#### Dumnezeii evreilor - mărturii arheologice
Înainte și în cursul perioadei monarhice, evreii au cunoscut fenomenul monolatriei. Atât dovezile arheologice cât și textele biblice redau tensiunile dintre grupuri care acceptau adorarea lui Iahveh, sau Dumnezeu, împreună cu zeități locale, ca Așerah și Baal, și cei care țineau la a-l adora numai pe Iahveh. Sursa deuteronomică oferă dovezi ale existenței unei puternice facțiuni monoteiste în timpul domniei regelui Iozia, spre sfârșitul secolului al VII-lea î.e.n., dar puterea și prevalența unei adorări monoteiste anterioare a lui Iahveh este pusă la îndoială, având la bază interpretări despre cât de mult se bazează istoria deuteronomică pe surse anterioare ei și cât de mult a fost reformulată ea de redactorii deuteronomici în scopul de a-și impune punctele lor de vedere teologice. Mărturiile arheologice indică un politeism larg răspândit în Israel și în jurul său în perioada monarhiei.
Stâlp cultic
De exemplu, un stâlp cultic din secolul al X-lea î.e.n. din Taanach (un oraș din Israelul de Nord, lângă Megiddo) are implicații politeiste evidente. Stâlpul are patru nivele sau registre. În registrul de jos, sau pe nivelul patru, se află o figură de femeie cu mâinile așezate pe capetele a doi lei care stau așezați la dreapta și la stânga ei. Figura de femeie poate fi interpretată drept zeiță, fie Așerah, Astarte, sau Anat. Al treilea registru are două figuri de sfinx aripi cu un loc liber între ele. Al doilea nivel conține un arbore sacru flancat de ambele părți de ibiși care stau pe picioarele lor din spate. Registrul de sus arată un patruped (o bovină sau un cal) cu un disc solar deasupra lui. Nu este cert dacă Taanach a fost fie sub control israelit fie sub control canaanit când a fost produs stâlpul, iar interpretările lui diferă . Dacă patrupedul de pe nivelul de sus este luat drept bovină, el poate fi identificat fie cu Iahveh fie cu Baal. Discul solar de deasupra patrupedului reprezintă fie zeul Soarelui fie cerul . Cei mai mulți autori sunt de acord că arborele sacru din al doilea registru trebuie identificat cu o așerah, deși arborele stilizat este adesea văzut drept obiect de cult mai degrabă decât imagine a unei zeițe. Figurile de tipul sfinxului înaripat de pe al doilea nivel au fost interpretate drept heruvimi iar spațiul dintre ele îl reprezintă pe invizibilul Iahveh ca „stând pe tronul făcut din heruvimi” deși spațiul liber poate fi de asemenea interpretat ca permițând observatorilor să vadă un foc sau o figurină dinăuntrul stâlpului. Deși sunt posibile o varietate de interpretări, Mark S. Smith conchide că „Pe scurt, asumând datarea corectă a acestui stâlp în secolul al X-lea, stâlpul atestă politeismul din zonă.”
Combinație de iconografii și inscripții
Alt exemplu de politeism din Levantul de Sud a fost descoperirea unei combinații de iconografii și inscripții la un centru religios/loc de poposire pentru călători de la Kuntillet Ajrud, în nordul deșertului Sinai, care datează din secolul al VIII-lea î.e.n. Printre multe alte artefacte se afla un mare vas de păstrat alimente care a atras multă atenție. Fața vasului conține iconografie arătând trei figuri antropomorfice și o inscripție care se referă la „Yahweh … și a sa așerah”. Inscripțiile conduc la identificarea rapidă a două din figurile care stau în prim-plan ca reprezentându-l pe Iahveh și soția lui, Așerah, dar cercetări ulterioare le-au identificat drept figuri Bes. Câțiva cercetători, inclusiv William G. Dever , și Judith Hadley continuă să interpreteze inscripția într-un mod în care ea se referă la Așerah drept zeiță israelită și soția lui Iahveh. 
Cercetări privind consoarta lui Dumnezeu
William Dever a scris o carte numită „Did God Have a Wife?” [A avut Dumnezeu o soție?] care se referă la dovezile arheologice, printre care multe figurine femeiești dezgropate din Israelul antic, care susțin ipoteza sa că Așerah a funcționat drept zeiță și soție a lui Iahveh în religia populară israeliană din perioada monarhică. Un recenzent consideră că teoria lui Dever „este plină de lacune iar cartea e plină de dezinformări.” Opus interpretării „așerei” drept zeiță în inscripțiile din Kuntillet  ‘Ajrud, alți câțiva autori, inclusiv Mark S. Smith , John Day  și Andre Lemaire , văd așerah din aceste inscripții ca un obiect de cult, arbore stilizat sau loc de închinare prin care binecuvântările lui Iahveh erau comunicate, mai degrabă decât o zeiță care ar putea funcționa drept soție.: „Nici iconografia nici textele nu ne pot obliga să interpretăm relația dintre ‘Yahweh ... și a sa așerah’ din Epoca Fierului IIB în sensul unei relații (determinată sexual) dintre două forțe care ar fi împerecheate și să ne oblige astfel să acceptăm că așerah ar avea statut de parteneră. ‘Așerah lui Yahweh’ nu era egală în rang cu Iahveh ci este mai degrabă o entitate mediatoare care aduce binecuvântările lui și este concepută mental sub forma unui arbore stilizat, care îi era astfel subordonat lui Iahveh.” Pentru Mark S. Smith (vezi citarea imediat anterioară) însă, asimilarea zeiței Așera cu un obiect de cult, arbore stilizat sau loc de închinare în perioada monarhiei nu exclude deloc admiterea faptului că Așera fusese în mod demonstrabil o zeiță (evreiască) adorată în perioadele anterioare., acesta nerespingând teza lui Dever, susținând doar că din punctul lui de vedere aceasta nu este suficient demonstrată.
Arheologii și istoricii ne oferă o multitudine de căi de a organiza și interpreta informația iconografică și textuală disponibilă. William G. Dever distinge între „religia oficială/religia de stat/religia cărții” ale elitei și „religia populară” a maselor. Rainer Albertz distinge „religia oficială” de „religia familială”, „pietatea personală” și „pluralismul religios intern”. Jacques Berlinerblau analizează dovezile în termenii unei „religii oficiale” și „religii populare” din Israelul antic . Într-o carte descrisă de William G. Dever drept „studiu magistral”, Patrick D. Miller a grupat pe larg adorarea lui Iahveh din Israelul antic în trei mari categorii: ortodoxă, heterodoxă și sincretistă (Miller recunoaște faptul că ortodoxia unuia înseamnă heterodoxie pentru altul și că ortodoxia nu era o realitate fixă și imuabilă în religia Israelului antic).
Interpretarea dovezilor arheologice
„Idolatria poporului lui Iuda nu era o abatere de la un monoteism anterior al lor. Ea era de fapt felul în care poporul lui Iuda se închina de sute de ani.”—Israel Finkelstein și Neil Asher Silberman, The Bible Unearthed. Archaeology's New Vision of Ancient Israel and The Origin of Its Sacred Texts.
Conform ipotezei documentare, majoritatea celor patruzeci de referințe la Așerah din cadrul Bibliei ebraice derivă de la redactorul istoriei deuteronomiste (cărțile lui Iosua, Samuel, Judecătorilor și Regilor), redactor numit D sau Deuteronomistul, fiind întotdeauna exprimate în context ostil: Deuteronomistul judecă regii lui Israel și ai lui Iuda conform de cât de riguros au susținut Iahvismul, combătând adorarea Așerei și a altor zeități. Despre regele Manase, el afirmă de exemplu că a așezat un stâlp al Așerei în Templul din Ierusalim, el fiind prin urmare cineva care  „a făcut ce era rău în ochii DOMNULUI” (Imparati 21:7), în timp ce regele Ezechia „a distrus locurile înalte, a spart stâlpii și a spart Așerah” (Imparati 18:4), prin urmare fiind considerat drept cel mai virtuos rege al lui Iuda dinaintea venirii reformatorului Iozia, sub domnia căruia a fost scrisă istoria deuteronomistă.
Biblia ebraică folosește termenul de așerah în două sensuri, drept obiect de cult și ca nume divin. Ca obiect de cult așerah poate fi „făcut”, „doborât” și „ars”, iar Deuteronom 16:21 interzice plantarea de copaci ca așerah, sugerând că se referă la un copac stilizat sau trunchi cioplit. Alte versete se referă clar la o zeiță, cum ar fi de exemplu Imparati 23:4-7, în care sunt făcute obiecte „pentru Baal și Așerah”. Referințele la așerah din Isaia 17:8 și Isaia 2:8 sugerează că în gândirea antică nu se făcea distincție între obiect și zeiță. Inscripții invocând binecuvântări de la „Iahveh și așerah a sa” au fost găsite în două situri de pe teritoriul anticului Iuda, iar una dintre ele include un desen al două figuri care pot să-l reprezinte pe Iahveh și pe Așerah ca soție a lui Iahveh. Este posibil că Așerah era asociată cu regina principală din vechiul Iuda și din Israel, iar această asociere fermă cu cultul regilor ar putea lămuri dispariția completă a zeiței atunci când monarhia a dispărut.
Așerah
William G. Dever a sugerat că Așerah era adorată drept împărăteasa cerului (evreii coceau mici prăjituri pentru serbarea sărbătorii ei), dar John Day afirmă că „nu există nimic din primul mileniu î.e.n. care să denote că Așerah era «împărăteasa cerului» sau s-o asocieze pe ea în mod special cu cerul.”
Figurinele Așerei sunt mărturii arheologice extrem de întâlnite, indicând popularitatea cultului ei din cele mai vechi timpuri până la exilul în Babilon. Mai rare sunt inscripțiile care-l leagă pe Iahveh de Așerah, care au fost descoperite: un ostrakon din sec. al VIII-lea î.e.n. înscris cu „Berakhti etkhem l’YHVH Shomron ul’Asherato” (ebraică: בירכתי אתכם ליהוה שומרון ולאשרתו) a fost descoperit de arheologi israelieni la Kuntillet Ajrud în cursul excavărilor din deșertul Sinai în 1975. Aceasta se traduce ca: „Te-am binecuvântat prin YHVH din Samaria și Așerah a Sa” (sau poate „... prin YHVH păzitorul nostrul și Așerah a Sa”, dacă „Shomron” ar trebui citit ca „shomrenu”). Altă inscripție, din Khirbet el-Kom (de lângă Hebron) scrie: „Binecuvântat fie Uriyahu de către Yahweh și de Așerah a Sa; el l-a salvat de dușmanii săi!”. Tilde Binger observă în studiul ei Asherah: Goddesses in Ugarit, Israel and the Old Testament (1997, p. 141), că există mărturii că Așerah poate fi văzută ca fiind „o stelă de lemn neiconică sau o columnă de un anumit fel, un copac viu sau o statuie mai obișnuită.” O statuie de lemn cioplită din topor și plantată în solul casei era simbolul Așerei, iar uneori o statuie de lut fără picioare. Imaginile ei cultice („idolii”) au fost găsite de asemenea în păduri, sculptate în copaci vii, sau sub formă de stâlpi de lângă altar care erau plasați la marginea unor drumuri. Stâlpii Așerei sunt menționați în Exod, Deuteronom, Cartea Judecătorilor și Cărțile Împăraților, a doua Carte a Cronicilor și cărțile Isaia, Ieremia și Mica. Termenul apare adesea doar ca אשרה, Așerah; acesta este tradus ca „arbori” în traducerea făcută la cererea regelui Iacob I al Angliei și ca „stâlpi” în o altă versiune engleză , deși în text nu apare niciun cuvânt care ar putea fi tradus ca „stâlpi”.
Într-un documentar al BBC dr. Francesca Stavrakopoulou, fostă lector principal la Universitatea din Exeter, actualmente profesor universitar deplin, specializată în studii biblice ebraice declara: „Majoritatea cercetătorilor biblici din întreaga lume acceptă acum drept convingătoare dovezile că Dumnezeu a avut o soție.” Întrebat în același documentar dacă evreii au fost monoteiști, lucru care i-ar fi distins față de religia canaanită, prof. dr. Herbert Niehr de la Universitatea din Tübingen declara că evreii au fost politeiști din sec. al X-lea î.e.n. până cel puțin în 586, după care lucrurile au început să se schimbe foarte lent, evreii fiind covârșitor monoteiști începând cu perioada Macabeilor (secolul al II-lea î.e.n.). Un curs de la Universitatea Yale și alte lucrări confirmă acest lucru. William Foxwell Albright, liderul unei generații trecute de arheologi biblici, nu a fost, totuși, un literalist biblic, Iahve și zeii din Canaan, de exemplu, susținând opinia că religia israeliților a evoluat de la un politeism originar la un monoteism care l-a văzut pe Dumnezeu acționând în istorie - o viziune pe deplin conformă cu opiniile principale din ultimele două secole de critică biblică dinaintea lui.

## Argumente pro și contra existenței lui Dumnezeu
Existența sau inexistența lui Dumnezeu, în special al Dumnezeului creștin și iudaic, este un subiect imens al literaturii filosofice. După ce în antichitate și în evul mediu numeroși filosofi și teologi au urmărit cu preponderență demonstrarea existenței lui, în zilele noastre accentul se pune pe demonstrarea inexistenței.
- Platon și Aristotel demonstrau existența unei cauze primare de la care provin toate celelalte cauze (argumentul cosmologic);
- Sf. Anselm de Canterbury propune argumentul ontologic în favoarea existenței, reluat mai apoi de Descartes și criticat de Kant (existența nu e un predicat) [62];
- Descartes a oferit mai multe demonstrații ale existenței lui Dumnezeu în cartea sa Discurs asupra metodei (1637);[63]
- Filosoful englez William Paley propune analogia ceasornicarului, care în esență constă în a arăta că, așa cum un ceasornic, un mecanism suficient de complex, are un creator, așa și omul, un mecanism cu mult mai complex, trebuie să aibă un Creator;
- Spinoza demonstra existența lui Dumnezeu pe bază de definiții și axiome;[64] Spinoza nu era teist ci panteist după unii sau panenteist după alții[65][66]: pentru el Dumnezeu este Natura[67];
- Promotorii religiei arată rolul jucat de aceasta în crearea unui sistem convergent, dacă nu unitar, de valori comportamentale (sau morale), care au influențat apoi creșterea economică [68];
- Lipsa dovezilor pentru existența zeilor/supranaturalului e principalul argument al ateilor. Bertrand Russell, celebrul filosof, matematician și logician ateu, a fost întrebat ce ar spune dacă ar ajunge în fața lui Dumnezeu după moarte, iar acesta i-ar cere motivele pentru care nu a crezut în el. Replica lui Russell a fost sarcastică dar sinceră: „N-au fost suficiente dovezi, Doamne, n-au fost suficiente dovezi.”;
- Evoluționismul contrazice direct cartea Genezei [69]. În primul capitol al Genezei, se arată că Dumnezeu a făcut:

1. „pomi roditori, care să facă rod după soiul lor” (Geneza 1:11),
2. „iarbă cu sămânță după soiul ei” (Geneza 1:12),
3. „peștii cei mari și toate viețuitoarele care se mișcă și de care mișună apele, după soiurile lor;... orice pasăre înaripată după soiul ei” (Geneza 1:21),
4. „viețuitoare după soiul lor, vite, târâtoare și fiare pământești, după soiul lor” (Geneza 1:24),
5. „fiarele pământului după soiul lor, vitele după soiul lor și toate târâtoarele pământului după soiul lor” (Geneza 1:25).

Formularea „a făcut...după soiul lor” implică o creare simultană a tuturor acestor forme de viață de către Dumnezeu, ceea ce contrazice dovezile materiale privind evoluția acestora, independent de voința lui.
- Big Bang-ul este compatibil cu crearea lumii din nimic[70], idee susținută de creștinism începând cu secolul al II-lea d.Hr. și adoptată de iudaism.[71]
- Problema răului (tema teodiceii)[72] pune la îndoială existența unui zeu care este deopotrivă omnipotent, atotcunoscător și atotiubitor, aducând argumentul că un asemenea zeu nu ar trebui să permită existența răului și a durerii[73][74]. Procentajul populației din țările europene care la sondajul Eurobarometer din 2005 au răspuns că „au credință că există Dumnezeu”.

Procentajul populației din țările europene care la sondajul Eurobarometer din 2005 au răspuns că „au credință că există Dumnezeu”.

- Filosoful german Karl Marx opinează că religia ar fi „opiu pentru mase”, în sensul că acestea din urmă ar fi îndoctrinate (sau sedate, ca și sedarea cu opiu), de religie și promotorii acesteia, împotriva declanșării revoluției proletare și a făuririi unei societăți mai bune.
- În special în țările în care creștinismul este subvenționat de stat, atunci când clerul—servitorii lui Dumnezeu—comite numeroase încălcări ale normelor religioase pe care le propovăduiește, aceasta reprezintă o atingere directă a conceptului de Dumnezeu [75].
- Pastorul protestant olandez Klaas Hendrikse⁠(en)[traduceți], care este ateu,[76] a argumentat într-o carte controversată că inexistența lui Dumnezeu nu ne poate împiedica să credem în Dumnezeu. După el, existente sunt obiectele materiale, iar Dumnezeu nu este un obiect material, ci un proces, o trăire care are loc prin și între credincioși.[76]

## Distribuția credinței în Dumnezeu
Aproximativ 54% din populația lumii s-a identificat ca aparținând uneia din cele trei religii abrahamice tradiționale (33% creștini, 21% musulmani, 0.22% evrei). Alte religii avraamice includ credința Bahá'í, samaritanismul, mișcarea Rastafari, yazidismul și Biserica Unificării. Din restul de 46%, 6% sunt budiști, 13% hinduși, 6% religii tradiționale chineze, 6% cu diferite alte religii și 16% nereligioși (atei, agnostici, sau persoane care au răspuns cu „fără religie” în cadrul studiilor efectuate). Majoritatea acestor religii implică credința într-un zeu sau în mai mulți zei . 
Pe continentul european, credința în Dumnezeu este cea mai răspândită în țările ortodoxe (România, Grecia), musulmane (Turcia) sau romano-catolice (Polonia, Portugalia) .

## Procesul contra lui Dumnezeu
Pe 14 septembrie 2007, Ernie Chambers a depus un dosar la tribunalul din districtul Douglas prin care l-a dat în judecată pe Dumnezeu pentru că provoacă „inundații teribile, cutremure cumplite, uragane înfricoșătoare, tornade terifiante, boli pestilențiale, foamete grozavă, secete devastatoare, războaie de exterminare, malformații congenitale și altele asemenea” .
Conform științelor juridice, „Dumnezeu nu este subiect de drept.”
În 2005, deținutul român Pavel Mircea, care executa 20 de ani de închisoare după ce fusese condamnat pentru crimă, a intentat un proces împotriva Bisericii Ortodoxe Române, în calitate de reprezentanți ai lui Dumnezeu în România, pentru că nu l-au ținut departe de Diavol, susținând în esență că botezul său fusese un contract obligatoriu.
Procesul a fost respins de instanța din Timișoara în 2007, hotărând că „Dumnezeu nu este o persoană în ochii legii și nu are o adresă”/„Dumnezeu nu este subiect de drept și nu are o adresă”.